# Marcellin (pape)
Pour les articles homonymes, voir Marcellin.
Marcellin (en latin Marcellinus) est, selon l'Église catholique, le 29e pape et évêque de Rome du 30 juin 296 à sa mort en martyr le 25 octobre 304. Il succède à Caïus.

## Pontificat
Selon le Chronographe de 354, Marcellin est évêque de Rome, depuis l'an 296, durant 8 ans, 3 mois et 25 jours jusqu'à 25 octobre 304, période où la persécution démarre et l'épiscopat cesse durant 7 ans, 6 mois et 25 jours.
C'est au cours du pontificat de Marcellin, en 301, que l'Arménie devient la première nation officiellement chrétienne.
En 303, sous le pontificat de Marcellin, débute la dernière grande persécution des chrétiens, celle de l'empereur romain Dioclétien.
Le Liber pontificalis, se fondant sur les actes de St Marcellin, dont le texte est perdu, rapporte que, pendant la persécution de Dioclétien, Marcellin est appelé au sacrifice. Il offre de l'encens aux idoles, mais il se repent peu de temps après, avoue sa foi pour le Christ et souffre le martyre avec plusieurs compagnons.
D'autres documents parlent de sa défection, ce qui pourrait expliquer le silence des anciens calendriers liturgiques. Au début du Ve siècle, l'évêque donatiste Pétilien de Cirta affirme que Marcellin et ses prêtres auraient abandonné les livres saints aux païens durant la persécution et offerts de l'encens à de faux dieux. Saint Augustin se contente de nier l'affaire, montrant par là qu'elle ne reposait que sur des calomnies.
Les registres du concile de Sinuessa, IVe siècle, concile considéré comme imaginaire, sont fabriqués au début du VIe siècle. Ils indiquent que Marcellin, après sa chute, se présente devant un conseil, qui  refuse de le juger selon le principe que le premier Siège ne peut être jugé par personne. Selon le Liber Pontificalis, Marcellin est enterré, le 26 avril 304, dans le cimetière de Priscille, sur la Via Salaria, 25 jours après son martyre ; le Catalogus Liberianus donne comme date le 25 octobre 304. Le fait du martyre, aussi, n'est pas établi avec certitude.
Selon l'Église catholique, après une vacance de quatre années, contrairement à ce qu'indique le Chronographe de 354, Marcel Ier lui succède. Ces deux pontifes sont parfois confondus.

## Légende dorée
La Légende dorée combine les deux idées d'apostasie et de martyre : saisi de peur, Marcellin aurait sacrifié aux idoles pour sauver sa vie puis, pénétré de remords, il serait revenu lui-même se livrer au bourreau.

## Sources
- [PDF] Le Liber pontificalis : texte, introduction et commentaire par Louis Marie Olivier Duchesne (Volume 1) - pages XCIX - Table chronologique CCLXI - 162-163 - Version en ligne.
- [PDF] Mémoires pour servir à l'histoire ecclésiastique des six premiers siècles : Sébastien Le Nain de Tillemont - Volume 4 - pages 1004.
- [PDF] Le Martyrologe romain.
- (en) St Marcellinus  - 1911, Encyclopædia Britannica, Volume 17 - 24 décembre 2012.
- (en) Pape St Marcellinus: Johann Peter Kirsch - Catholic Encyclopedia (1913) - Volume 9.
- (en) Pape St Marcellin - Newadvent.org/ Catholic Encyclopedia - 2012.